# 天乐园大戏楼
天乐园大戏楼，位于北京市东城区前门东路鲜鱼口街68号。

## 简介
天乐园大戏楼的前身是创建于清朝光绪年间的“天乐茶园”。清朝光绪二十七年（1901年），“响九霄”田际云接掌梨园会首，田纪云创建的戏班“玉成班”长期在天乐园演出。后来，田际云与武生姚增禄、名净李连仲等人一起创办“小吉祥”科班，也是在天乐园演出。1916年8月底，田际云创办首个女科班“崇雅社”，在天乐园举办开科典礼，此后也在天乐园演出。《鲁迅日记》记载，鲁迅“午后赴天乐园观旧剧，夜仍至广和楼观新剧。”《鲁迅日记》中提及的天乐园在鲜鱼口街60号。
1903年，华商林祝三从欧美归国，带着电影放映机以及若干影片，在打磨厂的天乐茶园放映电影。天乐茶园由此成为北京继福寿堂（位于前门外打磨厂）之后，较早放映电影的场所。随后，电影传入清朝宫廷。
1920年，天乐园更名为“华乐戏园”。1930年，“富连成”科班曾一度在该戏园唱夜戏。1936年，“富连成”科班自广和楼退出，改为长期在华乐戏园演出，华乐戏园每日场场爆满。当时，北京的京剧名角杨小楼、郝寿臣、高庆奎、尚小云、金少山、马连良、张君秋、谭富英、杨宝森、奚啸伯、言菊朋等人均曾在此演出。后来，由于一场火灾，华乐戏园损失很大，几乎停业。 据说此次火灾是因长春堂药店的大火殃及华乐戏园。驻演华乐戏园的“富连成”科班的全部家当在火灾中几乎被烧光。1943年，华乐戏园在废墟上重建，并且改为砖木结构。
中华人民共和国成立前（中央人民政府文化部挂牌前），华北人民政府便已特设戏曲改进局，任命田汉为局长，杨绍萱、马彦祥为副局长，马少波为党总支书记，负责开展戏曲改革，建立戏曲舞台新秩序。中央人民政府文化部挂牌后，戏曲改进局改归文化部。戏曲改进局设有四个业务处：编审处、艺术处、辅导处、曲艺处。其中辅导处由马彦祥分管，主要负责“改人、改制”。改制的首个回合便是改造旧戏园——华乐戏园。
北平和平解放后，华乐戏园随即被中国人民解放军北平市军事管制委员会接管。中华人民共和国成立后，该戏园移交中央人民政府文化部，文化部将其交给戏曲改进局管理使用。1949年12月上旬，戏曲改进局将华乐戏园更名为“大众剧场”，这是中华人民共和国成立后北京市第一个国营剧场。马彦祥兼任大众剧场的第一任经理。1950年初，经理马彦祥率领戏曲改进局辅导处的两位干部来到大众剧场上任。此后，马彦祥等人对剧场的经营管理大加改造，并禁止在该剧场上演政府明令禁演的剧目，鼓励各剧团编演新戏，还根据中央人民政府政务院“五五”指示开展净化舞台工作。为使大众剧场自力更生，不被各剧团的经励科挟制，马彦祥认为除戏曲改进局直属的京剧院以外，大众剧场还必须掌握一、两个阵容强的剧团，作为固定演出团体，同时还可在推动班社组织民主改革方面起到示范作用。该设想获得戏曲改进局领导的支持，从而成立新中国实验剧团。
1950年，北京市封闭妓院，妓女经学习改造之后，在大众剧场演出描写自身生活苦难的话剧《千年冰河开了冻》。1951年4月，中国戏曲研究院在大众剧场举办建院庆典，将毛泽东为该院的题词“百花齐放，推陈出新”展示在大众剧场大厅。文化大革命之后，北京风雷京剧团在大众剧场首演已遭禁演很久的京剧《玉堂春》，获观众热烈欢迎，大众剧场又成为该团的演出场所。1987年，由于建筑年久老化，不符合防火要求，大众剧场被停止使用。
1993年，北京杂技团迁至鲜鱼口街内的原“大众剧场”作为排练场。2006年，由于大众剧场遇到市政拆迁，北京杂技团的团址迁至法源寺前街11号的宣武区工人文化宫院内。
21世纪初，在前门大街改造中，在大众剧场原址重修天乐园大戏楼。2012年8月18日，天乐园大戏楼重张，成为第三届前门历史文化节的压轴戏。天乐园重张的首演剧目是《情问三叠》，将昆曲、京剧、越剧融合，使《红梅阁·放裴》中的李慧娘、《牡丹亭·幽媾》中的杜丽娘、《乌龙院·活捉》中的阎惜娇出现在同一舞台上。
根据前门大街管理委员会主任葛俊凯介绍，天乐园在修复时并未找到充足的相关建筑资料，故聘请设计师按照1920年代至1930年代北京老戏楼的样式设计了天乐园的外观。新建的天乐园大戏楼采用灰色外墙，为两层建筑，门脸上有石刻“天乐园”三个大字。大门上方悬挂“天乐园大戏楼”木制匾额。天乐园大戏楼内，一层带有豪华贵宾席及软椅，可同时容纳170多人，二层为5个露台包厢，可同时容纳将近30人。天乐园大戏楼与邻近的吴裕泰内府菜、关帝庙茶社相通。